# Карбонитриране
Карбонитрирането е термичен технологичен процес за повърхностно дифузионно обогатяване на нисковъглеродни стомани с елементите въглерод и азот. Целта е да се постигне повишена твърдост на повърхността на метала, а оттам и неговата износоустойчивост.
Карбонитрирането може да се провежда в газова или течна среда. Газовото карбонитриране се извършва в херметически пещи с температура 560 – 580 °С в среда NH с добавка на въглеводорен газ. Продължителността на процеса е от 1 до 3 часа. Течното карбонитриране се извършва чрез потапяне на детайлите във вани с разтопени соли, съдържащи карбамид NH2-CO-NH2.
Структурата на повърхностния слой на метала се състои от карбиди и карбонитриди. Дълбочината на уякчения слой е между 0,2 до 0,5 мм. Твърдостта на повърхността е в рамките на 55 до 62 единици по скалата на Роквел.
Процесът намира приложение във военната, автомобилната, корабостроителната и нефтодобивната промишленост. При производството на инструменти се повишава износоустойчивостта и трайността им от 1,5 до 3 пъти, корозионната устойчивост, намалява се полепването на материала върху работните повърхнини на инструмента.